# Billy Ray Cyrus
William Billy Ray Cyrus (n. 25 august 1961) este actor și cântăreț american  de muzică country, fiind nominalizat la Premiile Grammy. 

## Date biografice
Este cunoscut pentru melodia sa Achy Breaky Heart (1992), un cântec foarte popular. Din 2001 până în 2004 a început să apară în serialul Doc. Era vorba de un doctor de la sat care s-a mutat într-un oraș mare. În 2006 el joacă în serialul Hannah Montana, un serial oferit de Disney Channel, unde îl interpreta pe tatăl lui Miley Stewart.
Achy Breaky Heart este primul single al acestuia și este și cel mai mare hit al acestuia. Este un compozitor de muzică country datorită lui Don Von Tress în 1989. Înainte titlul  melodiei Achy Breaky Heart era achin‘ breakin’ heart, ulterior fiind schimbat în 1992 de acesta pe albumul Some Gave All.Mai este cunoscut și pentru rolul de cel mai bun tătic din serialul Hannah Montana.